# Mariandí
Mariandí (Mariandynus,Μαριανδυνός) fou el mític fill de Fineu, o de Titi o de Frixos, o simplement de Zeus, i la seva mare era Idea.
Va ser l'heroi ancestral i epònim del poble dels mariandins a Bitínia, poble que ocupava el veïnatge de la ciutat d'Heraclea del Pont.
Era d'origen eòlic, i va regnar també sobre una part de la Paflagònia, des d'on es va annexionar el país dels bebrics.